# 970 в Україні
970 в Україні — це перелік головних подій, що відбулись у 970 році на території сучасних українських земель.

## Події
- Війська Святослава Ігоровича пішли в похід на Константинополь.
- князь древлянський Олег Святославич.